# 2-й уланский полк (Австро-Венгрия)
2-й уланский полк, полное название 2-й императорский и королевский галицийский уланский полк имени князя цу Шварценберга (нем. K.u.k. Galizisches Ulanen-Regiment „Fürst zu Schwarzenberg“ Nr. 2) — кавалерийский полк Императорских и королевских уланов Австро-Венгрии.

## История

### Образование
В сентябре 1790 года на трёх точках сбора добровольческого корпуса О'Доннела был создан Уланский добровольческий корпус как предвестник полка. Имя корпуса соответствовало покровителю корпуса. С 1798 года корпус стал 2-м уланским полком: на его основе в 1801 году был создан 3-й уланский полк, а в 1814 году — 4-й уланский полк. Добровольцев набирали туда из Западной Галиции, но туда также переходили пехотинцы из пехотных полков: 40-го (Жешув), 57-го (Тарнув), 20-го (Ной-Сандез). Подчинялся 1-му корпусу (военный округ Кракау).

### Наполеоновские войны
В 1792 году полк находился в Нидерландах, первый бой провёл под Боссутом. В 1793 году сражался в Нервинден-Тирлемоне, под Фамарсом, Валансьеном и Бассуяном. В 1794 году вёл бои на Ландресье у Понт-а-Марка и Гиза, в 1795 году продвигался к Майнцу и бился под Майзенхаймом, в 1796 году сражался у Амберга и Гиссена. В 1797 году патрулировал Лан. В 1799 году воевал под Острахом и Штокахом, участвовал в боях за Люсьенштайг и Цюрих. Отмечен благодарностью за Некарский марш-бросок к Мангейму. Участвовал в битве при Некархаузене. Оборонял Неккарский мост силами всего 15 человек против превосходящих французских войск. В 1800 году отметился боями за Лодорф (как часть битвы при Месскирхе) и Биберах. Вёл бои на передовой под Ламбахом. Князь Лихтенштейн, командовавший полком, и капитан Богдан награждены Орденом Марии-Терезии.
В 1805 году полк бился под Ульмом и Аустерлицем, понеся тяжёлые потери. Остатки полка находились в корпусе эрцгерцога Фердинанда. В 1809 году шесть эскадронов были в 1-м корпусе Белльгарда в Германии, два эскадрона на границе с Саксонией. Очередная война с Францией началась боем под Урсенсолленом, четыре эскадрона двигались в направлении Бершинга и Прука-Ниттенау. Перед битвой при Асперном полк под командованием графа Хардегга сражался под Эсслингеном, также вёл бои за Ваграм и Зноймо; в Богемии эскадрон лейтенанта Карла Штейндля отличился в боях против французов, защитив город Эгер, за что командир был награждён Орденом Марии Терезии. Наградами отмечены ещё 19 человек.
В 1813 году полк включён в австро-баварский корпус генерала кавалерии, графа Верде, участвовал в боях под Гельнхаузеном, Ханау и Сент-Круа (31 декабря). В 1814 году в составе 5-го корпуса главной армии он сражался под Бриенном, части её также сражались под Ножаном, Нанжи и Труа. Полк участвовал в боях за Бар-сюр-Об и Арси-сюр-Об, а командир полка, барон фон Менген был награждён Орденом Марии-Терезии. Полк нёс охранную службу в 1815 году на французской границе и в последних боях против Франции не участвовал.

### Восстание 1848—1849 годов
В 1848 году полк был расквартирован в Венгрии. Изначально он получил приказ оборонять Банат от сербских повстанцев, но добровольно сдал крепость Арад и был исключён из числа подразделений, задействованных в операциях против повстанцев. Позднее полк был отправлен в гарнизон Темешвара, откуда совершал вылазки. Участвовал в боях за местечки Энгельсбрунн-Липпа, Вершец и осаде Арада (битва при Сент-Миклоше). Один эскадрон остался в Араде и потом участвовал в обороне Арада. В 1849 году полк совершил переход через Железные Ворота, сражался под Ной-Арадом и Валемаре. Шесть эскадронов обороняли Темешвар, пока не сдали его 3 августа. Также имела место перестрелка под Фрайдорфом. 1-й дивизион майора вёл бои летом против Южной армии у Бануса и Кача, а позднее преследовал врагов до Темешвара, Костила и Добры.

### Сардинская война
В 1859 году пять эскадронов отправились к Сольферино, но прибыли слишком поздно и в боях не участвовали. Три эскадрона находились в это время в Тироле.

### Германская война
В 1866 году пять эскадронов из кавалерийского дивизиона северной армии участвовали в боях. 2-й уланский полк участвовал в битвах при Кёниггретце и Блуменау.

### Первая мировая войнаи конец полка
В Первую мировую войну полк был преобразован и стал использоваться как пехотный. Данные о том, использовался ли он как кавалерийский, отсутствуют. Полк расформирован незадолго до распада Австро-Венгрии.

## Описание полка

### Структура
- Подчинение: 1-й армейский корпус, 7-я кавалерийская дивизия, 11-я кавалерийская бригада.
- Национальный состав: 84% поляков, 16% прочих национальностей[3].
- Языки: польский.

### Униформа
- 1790 год: жёлтая чапка, травянисто-зелёная куртка, тёмно-красные лацканы, жёлтые пуговицы
- 1798 год: травянисто-зелёная (позднее тёмно-зелёная) чапка, тёмно-зелёные куртка и брюки, бордовые лацканы, жёлтые пуговицы
- 1865 год: зелёная татарка, светло-голубые мундир-уланка и брюки, бордовые лацканы, жёлтые пуговицы
- 1868 год: тёмно-зелёная татарка, светло-голубая уланка, бордовые брюки и лацканы, жёлтые пуговицы
- 1876 год: тёмно-зелёная чапка, светло-голубая уланка, бордовые брюки и лацканы, жёлтые пуговицы

## Гарнизоны
| - 1798—1799: Ярославль - 1801: Голешау - 1803—1805: Унгариш-Брод - 1806: Рейхенау - 1807: Наход-Хоэнмаут - 1808—1809: Заац - 1810: Брандайз - 1814: Вена - 1815: Гая - 1820: Троппау - 1821: Просниц | - 1828: Аустерлиц - 1833: Дьёндьёш - 1836: Печвар - 1843—1848: Альт-Арад - 1849: Зомбор-Бая - 1850: Колин - 1851: Вена - 1852: Энцерсдорф / Дьёндьёш - 1854: Дебрецен / Кечкемет - 1855: Фюнфкирхен - 1856—1859: Медиаш | - 1860: Дьёндьёш - 1863: Сигетвар - 1864—1866: Тольна - 1866: Пешт - 1867: Ракош-Палота / Рума - 1870: Тарнув - 1876: Брюнн - 1879: Вена - 1884: Тарнув - 1914: штаб и 1-й дивизион — Тарнув, 2-й дивизион — Бохня |

## Покровители
- 1798—1800: не было
- 1800—1820: фельдмаршал Карл Филипп цу Шварценберг
- 1820—1822: не было
- 1822: фельдмаршал Фердинанд Саксен-Кобург-Заальфельдский
- 1828: фельдмаршал-лейтенант, барон Франц фон Власиц
- 1840: генерал кавалерии Вильям Фридрих фон Хаммерштейн[нем.], барон фон Хаммерштейн-Экворд
- 1861: фельдмаршал-лейтенант, рыцарь Франц фон Уоллеймар
- 1866—1887: фельдмаршал-лейтенант Карл Зайцек фон Эгбель

## Командиры

### Уланского корпуса
- 1790: майор, барон Бернхард фон Дегельманн
- 1793: старший лейтенант Карл Филипп цу Шварценберг
- 1794: старший лейтенант, граф Йоханн фон Кеглевич
- 1796: старший лейтенант Антон Фогль
- 1797: старший лейтенант, барон Йозеф фон Мочлиц

### Подразделения
- 1798: полковник, барон Эммануэль фон Трах
- 1800: полковник, князь Мориц цу Лихтенштейн
- 1805: полковник, граф Игнац Хардегг
- 1809: полковник Карл Шмуттермайер
- 1812: полковник, князь Фердинанд фон Кинский[нем.]
- 1813: полковник, барон Карл фон Менген
- 1820: полковник, шевалье Франц Жерман
- 1829: полковник, граф Франц Ламберг
- 1834: полковник, граф Франц Шааффготше
- 1841: полковник, барон Карл фон Ледерер
- 1848: полковник, барон Фридрих фон Бломберг
- 1849: полковник, рыцарь Вильгельм фон Фабер
- 1854: полковник Фридрих Длауховески, барон фон Лангендорф
- 1859: полковник, граф Фридрих Шааффготше[4]
- 1864—1865: полковник Юлиус Флуг фон Лайденкрон[5]
- 1866: полковник Карл Гелан
- 1871: полковник Николаус Ватцеш фон Вальдбах
- 1872: полковник Фердинанд Мейснер
- 1877—1879: полковник Мицислаус Ласовский, рыцарь фон Крашковиче[6]
- 1880: полковник, барон Антон фон Бехтольсхайм
- 1882: подполковник Георг Боль
- 1882: полковник, граф Освальд Кильмансегг
- 1889: полковник Антон Маловец, барон фон Маловитц унд Кошор
- 1894: полковник, барон Антон фон Хаген
- 1899—1904: полковник, граф Карл Георг Гуйн
- 1905—1909: полковник, рыцарь Адольф фон Брудерманн[нем.]
- 1910—1913: полковник Альберт Лё Ге, рыцарь фон Лирфельс
- 1914: подполковник Йозеф Лазоцки фон Лазочино[7]